# Sistema de classificação de conteúdo de televisão
Os sistemas de classificação de conteúdo de televisão são sistemas para avaliar o conteúdo e relatar a adequação de programas de televisão para crianças, adolescentes ou adultos. Muitos países têm seu próprio sistema de classificação de televisão e os processos de classificação dos países variam de acordo com as prioridades locais. Os programas são classificados pela organização que gerencia o sistema, a emissora ou os produtores de conteúdo.
Geralmente, uma classificação é definida para cada episódio individual de uma série de televisão. A classificação pode mudar por episódio, rede, reexecução e país. Como tal, as classificações do programa geralmente não são significativas, a menos que quando e onde a classificação é usada seja mencionada.